# Brittenburg
Brittenburg je bila rimska ruševina zahodno od Leidna med Katwijk aan Zee in Noordwijk aan Zee, domnevno enake še starejše keltske trdnjave Lugdunum. Najdišče je prvič omenjeno leta 1401, v letih 1520, 1552 in 1562 je bilo bolj celovito odkrito zaradi nevihtne erozije, nato pa je ruševine odstranila erozija morske obale. Ko je bila trdnjava zgrajena, se je nahajala ob izlivu Stari Ren (Oude Rijn), ki se je od takrat premaknil. Lokacija je bila približno kilometer zahodno od Evropskega centra za vesoljske raziskave in tehnologijo, ki je zdaj na morju v Severnem morju.

## Zgodovina
Beseda dunum, ki jo danes lahko zasledimo v galskih krajevnih imenih (Dundalk, grad Dunrobin) in pomeni "trdnjava" ali "grad", je tipično keltski element v evropskih krajevnih imenih. Najdišče, znano kot »Brittenburg«, je bilo v štirinajstem stoletju še vedno vidno v sipinah, vendar so zaradi postopnega napredovanja morja v šestnajstem in sedemnajstem stoletju ruševine ležale na plaži. Danes bi bile nekje v estuariju Rena, nedostopni za arheološke raziskave. Vse, kar je ostalo, je majhen sklop najdb, zbranih v šestnajstem in sedemnajstem stoletju, in slavni Orteliusov zemljevid. Kopija starega rimskega zemljevida Tabula Peutingeriana prikazuje Brittenburg kot Lugduno; na obali in z dvema stolpoma. Vzhodno od te točke vodita dve cesti proti Noviomagi (Nijmegen). Ob severni poti so vidna naslednja mesta: Praetorium Agrippinae (Valkenburg (Južna Nizozemska)), Matilone (Leiden), Albaniana (Alfen aan den Rijn), Nigropullo (Zwammerdam) in Lauri (Worden). Vse te lokacije se nahajajo na Oude Rijn. Južna pot se začne z mestom Forum Hadriani (Vorburg), ki je prikazan neposredno južno od Matilona. Ta mesta je povezovala Fossa Corbulonis ali Corbulo-kanal.
Prva omemba Brittenburga v nizozemskem besedilu je v pesmi Willema van Hildegaersbercha iz leta 1401, ki ga je imenoval Borch te Bretten. Leta 1490 se omenja tudi vidnost »burg te Britten«. Odkrili so ga leta 1520, ko je neurje razkrilo celoten kompleks in našli so rimske artefakte (predvsem kamne in kovance). Nekateri kovanci so bili datirani, zadnji datum pa je bil 270. Najstarejša slika Brittenburga je lesorez (identificiral ga je leidenski profesor Jan Hendrik Holwerda, kustos Rijksmuseuma van Oudheden) Abrahama Orteliusa iz leta 1562 za prvo izdajo Lodovica Guicciardinija Nizozemske dežele, ki jo je leta 1589 natisnil Christophe Plantin v Antwerpnu. Ta lesorez je bil v kasnejših izdajah nadomeščen z gravuro. Najstarejšo sliko sta kasneje uporabila Zacharias Heyns (1598, 1599) in Hermann Moll (1734, 1736). Gre za geodetski osnutek (trigonometrijo), v katerem je omenjena razdalja od ruševin (takrat v Severnem morju in vidnih le ob oseki) proti zahodu do cerkve v Katwijku, in sicer 1200 korakov 'schredenov' (= 1080 metrov). Brittenburg je bil del rimskega mejnega obrambnega (limesa), kot stražarska postaja (castellum) imenovan Lugduno, na skrajni zahodni točki ob starem Renu, ki je tvoril severno mejo rimske province Germania Inferior. Glede na kvadratno obliko notranje zgradbe je bil Brittenburg verjetno svetilnik po vzoru svetilnika Ostia Antica z višino približno 60 metrov in osnovo 72 x 72 metrov. Nekateri zgodovinarji v načrtu vidijo tudi kaščo, vendar bi bila za to bolj smiselna bolj suha, bolj notranja lega.

## Strukture

### Grad v Bretenu
Glede izrazov Brittenburg in Lugdunum Batavorum je bilo veliko zmede. Skrivnostni 'burcht te Bretten', grad, ki naj bi stal nekje okoli Leidna (Bretten je najstarejše ime za območje med Leidnom in Severnim morjem ), se išče že od srednjega veka. Ko so leta 1520 ponovno odkrili ostanke v Katwijku, so jih zaradi tega (napačno) imenovali Brittenburg. Na tem območju je bilo veliko burchtov, ki jim je uporabnost minila in so jih pozneje podrli, da so kamne ponovno uporabili pri gradnji.

### Grad v Leidenu
Ko je okoli leta 1500 Conrad Celtes odkril tabulo Peutingeriana, so znanstveniki iz Leidna domnevali, da je staro skladišče školjk v središču mesta, imenovano Grad v Leidnu, na mestu, kjer se Leidenski Ren sreča s Starim Renom, Lugduna. To je povzročilo, da se je Leiden v zgodnjem novem veku stoletja (napačno) imenoval Lugdunum Batavorum. Latinsko ime univerze Leiden je Academia Lugduno-Batava. Batava je bila dodana le za razlikovanje Leidena od drugega Lugdunuma.
Ime je dvojno nesrečno izbrano, saj so ti isti učenjaki domnevali tudi, da se je Leiden nahajal znotraj stare Batavije (regije), ki je bila v resnici veliko bolj vzhodno, blizu Nemčije. Lugdunum je bil dejansko na ozemlju Kananefatov, ne Batavijcev. Danes je Leiden na tabuli povezan z mestom Matilone in tudi to mesto velja za lokacijo nekoliko vzhodneje od gradu v Leidnu, na mestu nekdanjega samostana Roomburg .

### Stolp Kala
Rimski zgodovinar Gaj Svetonij Trankil je zapisal zgodbo o cesarju Kaliguli, ki je, kot da bi pobiral vojni plen, svojim možem ukazal zbiranje školjk.  Običajno se verjame, da je Kaligula tukaj napovedal vojno Neptunu, vendar ta mit ne izvira od Svetonija, ampak Roberta Graveja I., Klavdija. Poleg tega je možno, da je Svetonij namenoma manipuliral z dejstvi, da bi bil Kaligula videti slabši, tako da je izigraval dvojni pomen besede musculus kot "školjke" in "plašča", vrste vojaškega ščita.
Svetonij pa navaja, da je Kaligula zgradil svetilnik kot spomenik zmage, kar je povzročilo zgodnje moderno iskanje omenjenega svetilnika. V 16. stoletju, ko so si mnogi zgodnji turisti prišli ogledat Brittenburg ob oseki, so ljudje iz Katwijka poročali, da so bile njihove ribiške mreže redno zataknjene za kamni tega, kar so imenovali "Kalin stolp" (Kala = Kaligula). Ta zgodba o Kaliguli je verjetna, ker so na tem območju našli sod za vino, ki izvira iz njegovega osebnega vinograda.

### Valkenburg
Rimsko oskrbovalno oporišče Praetorium Agrippinae, današnji Valkenburg, ki velja za del Lugdunuma, naj bi ustanovil Kaligula. Sodobni arheologi so našli sledi rimske infrastrukture in postavili načine, kako jih videti v sodobni pokrajini.

### Novi Brittenburg
Jugovzhodno od Brittenburga je zdaj edini spomin na starodavno zgradbo: avtobusna postaja Nieuw Brittenburg (Novi Brittenburg), glavna avtobusna postaja za središče mesta in plažo Katwijk.